# Berkshire Hathaway
Berkshire Hathaway Inc. — американська холдингова компанія. Є керівною для великої кількості компаній у різних галузях. Компанія повністю володіє такими компаніями як GEICO, Dairy Queen, Duracell, BNSF Railway, Lubrizol, Fruit of the Loom, Diamonds Helzberg, Long&Foster, FlightSafety International, Pampered Chef та NetJets, а також володіє 38,6 % Pilot Flying J. 26,8 % компанії Kraft Heinz, а також American Express (17,15 %), Coca-Cola Company (9,4 %), Wells Fargo (9,9 %), IBM (6,9 %), Apple (5,5 %) та Bank of America (10,86 %). 
Штаб-квартира — в місті Омаха, штат Небраска. Заснована у 1965 році.

## Історія

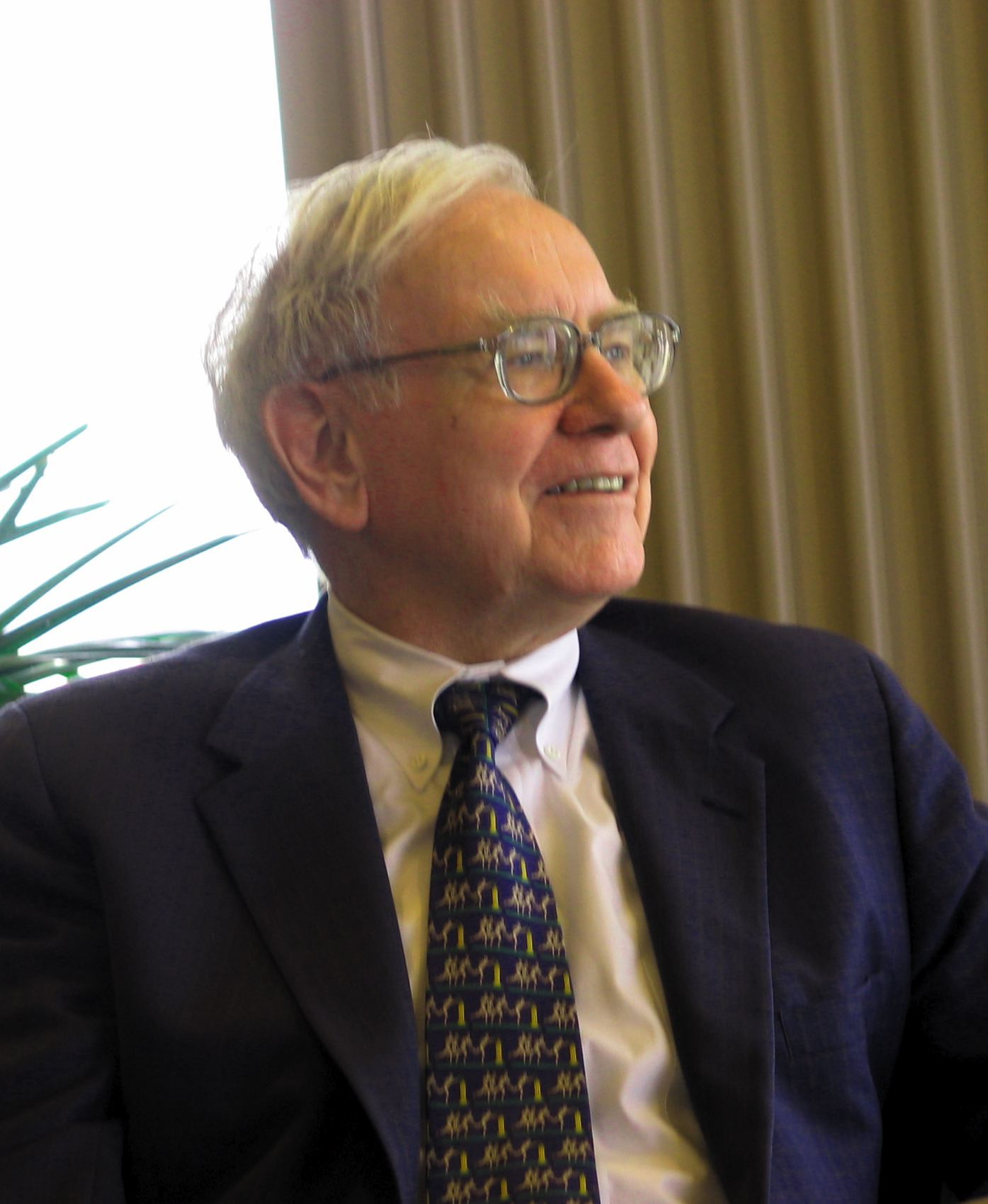
Воррен Баффет, голова ради директорів

Історія компанії починається в 1839, коли Олівер Чейс заснував компанію Valley Falls Company, названу на честь міста в штаті Род-Айленд, де вона розміщувалася.
У 1929 році об'єдналася з беркширською бавовняною компанією (Berkshire Cotton Manufacturing Company), заснованою в 1889 році в місті Адамс, штат Массачусетс (США). Нова компанія отримала назву Berkshire Fine Spinning Associates.
У 1955 році в результаті злиття компанії Berkshire Fine Spinning Associates з Hathaway Manufacturing Company, заснованою Гораціо Хатауеєм в 1888, утворилася компанія Berkshire Hathaway. Нова компанія мала 15 фабрик, на яких працювало 12 000 осіб, обіг становив $ 120 млн. Штаб-квартира перебувала там, де була заснована компанія Хатауея — в Нью-Бедфорді, штат Массачусетс. Однак до кінця десятиліття було закрито 7 фабрик і звільнена частина персоналу.
У 1960 році Воррен Баффет почав скуповувати акції Berkshire Hathaway і до середини 1962 року став власником контрольного пакета.
Оскільки текстильна промисловість в США приходила у все більший занепад, компанія Berkshire Hathaway під керівництвом Баффета почала розширювати сферу своїх інтересів, в основному в область страхування. Першим придбанням стала страхова компанія National Indemnity Company в 1967 році У 1985 році була закрита остання текстильна фабрика Berkshire Hathaway.
З кінця 1970-х почала нарощувати свій вплив в Government Employees Insurance Company, GEICO, і в 1996 GEICO стала дочірньою компанією Berkshire Hathaway.
У 2010 році придбала залізничну компанію Burlington Northern Santa Fe Corporation (BNSF), що стало найбільшим придбанням Berkshire Hathaway на той момент. Сума угоди склала $44 млрд з урахуванням 10-мільярдного боргу залізничної компанії. З придбанням BNSF, Berkshire Hathaway зайняла її місце в індексі Standard&Poor's 500; до цього акції Berkshire Hathaway не входили ні в які індекси через низьку ліквідність.
У 2015 році Berkshire Hathaway зробила ще одне велике придбання — купив виробника авіаційних деталей Precision Castparts Corp за $31,7 млрд.
В кінці січня 2020 року стало відомо про рішення Berkshire Hathaway Inc. продати медіахолдинг BH Media Group (BHMG) компанії Lee Enterprises Inc. за $140 млн. При цьому Lee Enterprises Inc. з 2018 керує паперами компаній Баффета, і Berkshire Hathaway надасть їй кредит в розмірі $576 млн під 9 % річних для покупки і рефінансування заборгованості BHMG. З продажу вилучено нерухомість BH Media, яку Lee Enterprises орендує за 10-річним контрактом.
У травні 2020 року стало відомо про розпродаж холдингом на тлі пандемії COVID-19 всіх наявних акцій авіакомпаній США: American Airlines (10 %), Southwest Airlines (10 %), Delta Airl ines (11 %) і United Airlines (9 %). Напередодні була представлена корпоративна звітність Berkshire Hathaway за перший квартал поточного року, за підсумками якого чисті збитки перевищили  $49 млрд (за такий же період минулого року компанія мала прибуток більше $21 млрд).
Станом на 31 березня 2024 року вартість частки компанії Berkshire Hathaway в Apple Inc. впала до $135,4 млрд. Якщо порівнювати з кінцем 2023 року, то йдеться про падіння на 22 % з $174,3 млрд.

## Власники та керівництво
Голова ради директорів Воррен Баффет володіє 31 % акцій компанії. Також серед великих власників акцій компанії — її віце-голова Чарлі Мунгер.
На 2019 рік ринкова вартість активів компанії складала $494 млрд.

## Діяльність
Холдингова компанія Berkshire Hathaway займається інвестиціями і страхуванням. Вона контролює понад 40 компаній в таких секторах, як фінансові послуги, кондитерське виробництво, видавнича справа, ювелірний бізнес, виробництво меблів, килимів, будматеріалів та ін.
«Berkshire Hathaway» — конгломерат, який включає Geico (автомобільне страхування), Benjamin Moore (фарби) і Fruit of the Loom (текстиль).
Загальна чисельність персоналу, включаючи контрольовані компанії — 180 000 осіб.